# Geografia del Marocco

Il Marocco visto dallo spazio.

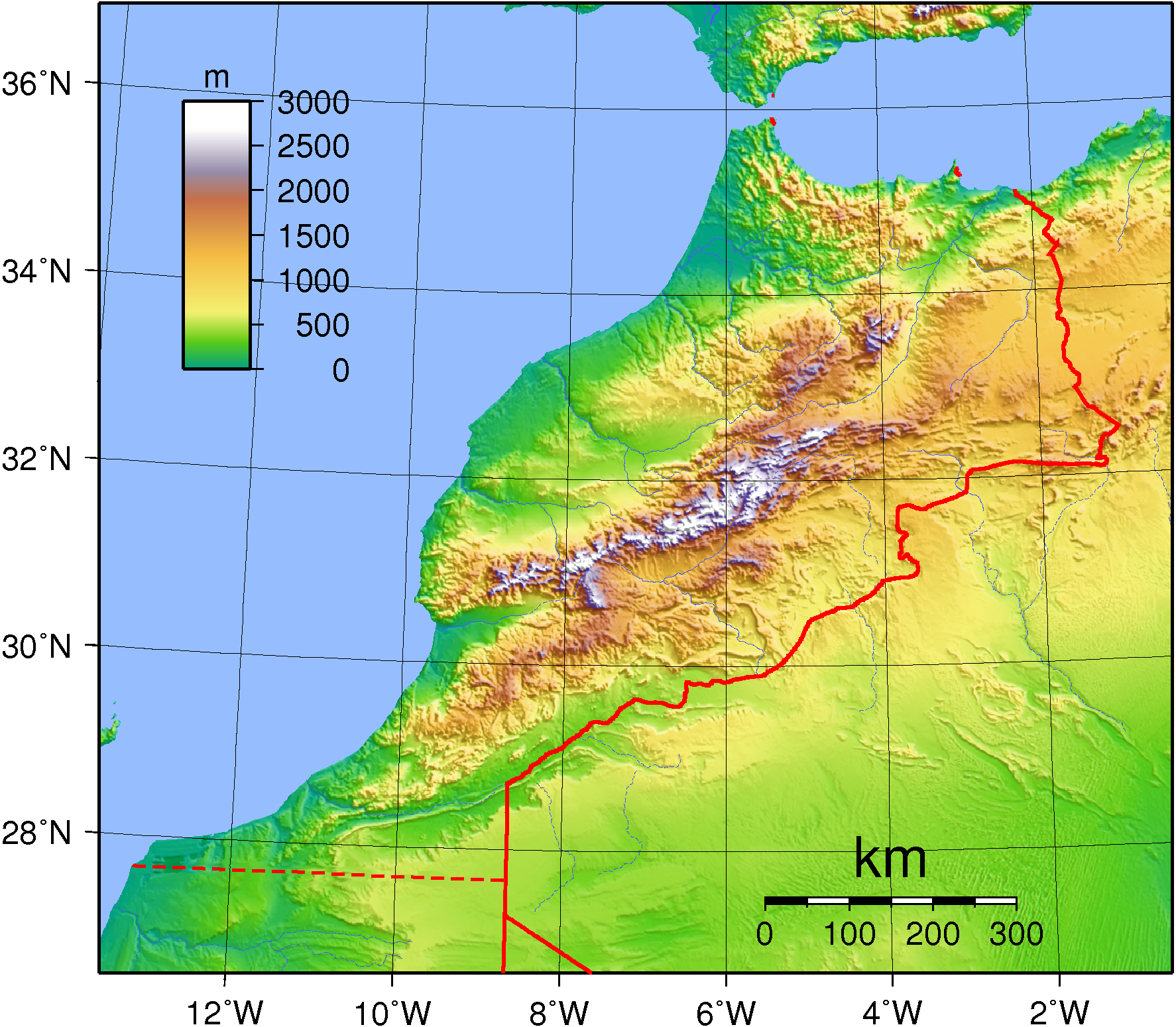
Topografia del Marocco.

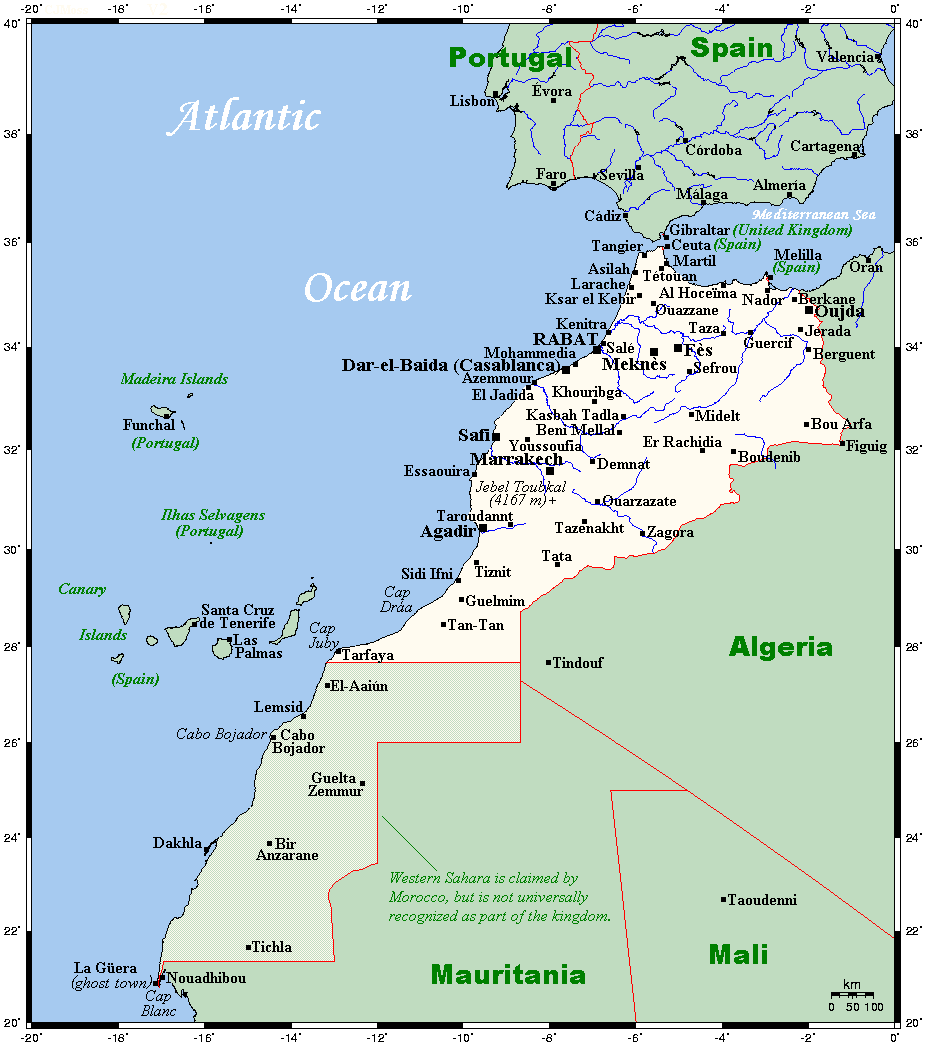
Città principali di Marocco e Sahara Occidentale.

Il Marocco è un Paese dell'Africa settentrionale che confina con l'Algeria e Mauritania a sud ovest e si affaccia a nord est al Mar Mediterraneo, a nord ovest e a ovest all'Oceano Atlantico. Si estende su una superficie di 710.000 km².

## Il rilievo
L'orografia del Marocco è caratterizzata da quattro grandi sistemi montuosi (Rif, Medio Atlante, Alto Atlante, Anti Atlante), i quali - insieme con gli altopiani e le pianure adiacenti - conferiscono al rilievo un'impronta variata ed energica.

### La catena del Rif
Il Rif, che occupa la parte più settentrionale del Paese, corre pressappoco parallelamente alla costa mediterranea, dallo Stretto di Gibilterra fino al corso inferiore del fiume Muluia presso il confine algerino. Esso descrive un arco con la concavità rivolta verso la penisola iberica e si collega geologicamente - oltre lo Stretto di Gibilterra - alle catene più meridionali della penisola iberica stessa (Cordigliera Betica), al pari delle quali appartiene al complesso dei corrugamenti alpini dell'Europa del Sud.
Questa affinità del Rif rispetto all'Europa meridionale è confermata dal fatto che lo Stretto di Gibilterra ha, sotto l'aspetto della cronologia geologica, un'origine relativamente recente. Infatti, prima che un braccio di mare venisse a separare il Rif dalla Cordigliera Betica, il Mediterraneo si collegava all'Atlantico a sud del Rif stesso, lungo il cosiddetto corridoio di Taza, e prima ancora molto più a nord, in corrispondenza del bacino del Guadalquivir (Spagna).
La catena del Rif si sviluppa su una lunghezza di circa 300 km e su una larghezza di 100. In realtà, più che di una catena, si tratta di un insieme di massicci montuosi, tra i quali sono incise profonde valli, che divergono da un lato verso il Mediterraneo e dall'altro verso il corso del Sebou. Lo spartiacque, che divide questi due versanti, supera in generale i 2000 m, culminando a 2452 m col Djebel Tidiquin.
Nel tratto adiacente allo Stretto di Gibilterra (Djebala o Yebala) l'altitudine diminuisce, ma l'erosione, favorita dalle piogge di origine atlantica, rende ancor più tormentata la morfologia del terreno. Presso Ceuta lo sperone roccioso detto El-Acho che si stacca dal Djebel Haus (826 m) rappresenta una delle due «colonne d'Ercole», poste - secondo gli antichi - ai confini del mondo (l'altra corrisponde alla roccia di Gibilterra).
Anche nella parte orientale del Rif, tra i fiumi Kert e Muluia (regione del Garet), l'altitudine è più modesta, ma qui in luogo dell'umidità atlantica influisce sulla morfologia del terreno il clima subdesertico, donde viene una grande abbondanza di detriti che ingombrano i larghi letti dei torrenti.

### Il Medio Atlante
Dall'estremità meridionale del Rif, da cui lo separa il già citato corridoio di Taza (558 m), si stacca la catena del Medio Atlante, che si spinge verso sud-ovest fino a saldarsi all'Alto Atlante con i monti Beni Mellal. Essa è delimitata ad est dalla valle superiore della Muluia, su cui incombe col Jbel Bou Naceur (3354 m), che è la sua montagna più alta, mentre ad ovest digrada verso la pianura costiera atlantica del Gharb.
Sebbene possieda molte cime elevate, il Medio Atlante presenta in prevalenza l'aspetto di un altopiano, sia pure quasi sempre superiore ai 1000 m. Il paesaggio è tuttavia molto vario a seconda dell'altitudine e della natura delle rocce. Per esempio, negli alti bacini dei fiumi Oum Er-Rbia e Bou Regreg si trovano terreni di origine vulcanica, incisi da profonde gole, mentre più a nord compaiono terreni calcarei crivellati da doline, che possono ospitare laghi periodici. In genere, però, le valli che scendono verso l'Atlantico sono ben dotate d'acque ed ospitano molti dei principali fiumi marocchini. Anzi la fascia pedemontana, chiamata Dir, che si stende in tale direzione ai piedi del Medio ed anche dell'Alto Atlante, deve la sua fertilità proprio alla ricchezza delle sue risorse idriche.

### L'Alto Atlante

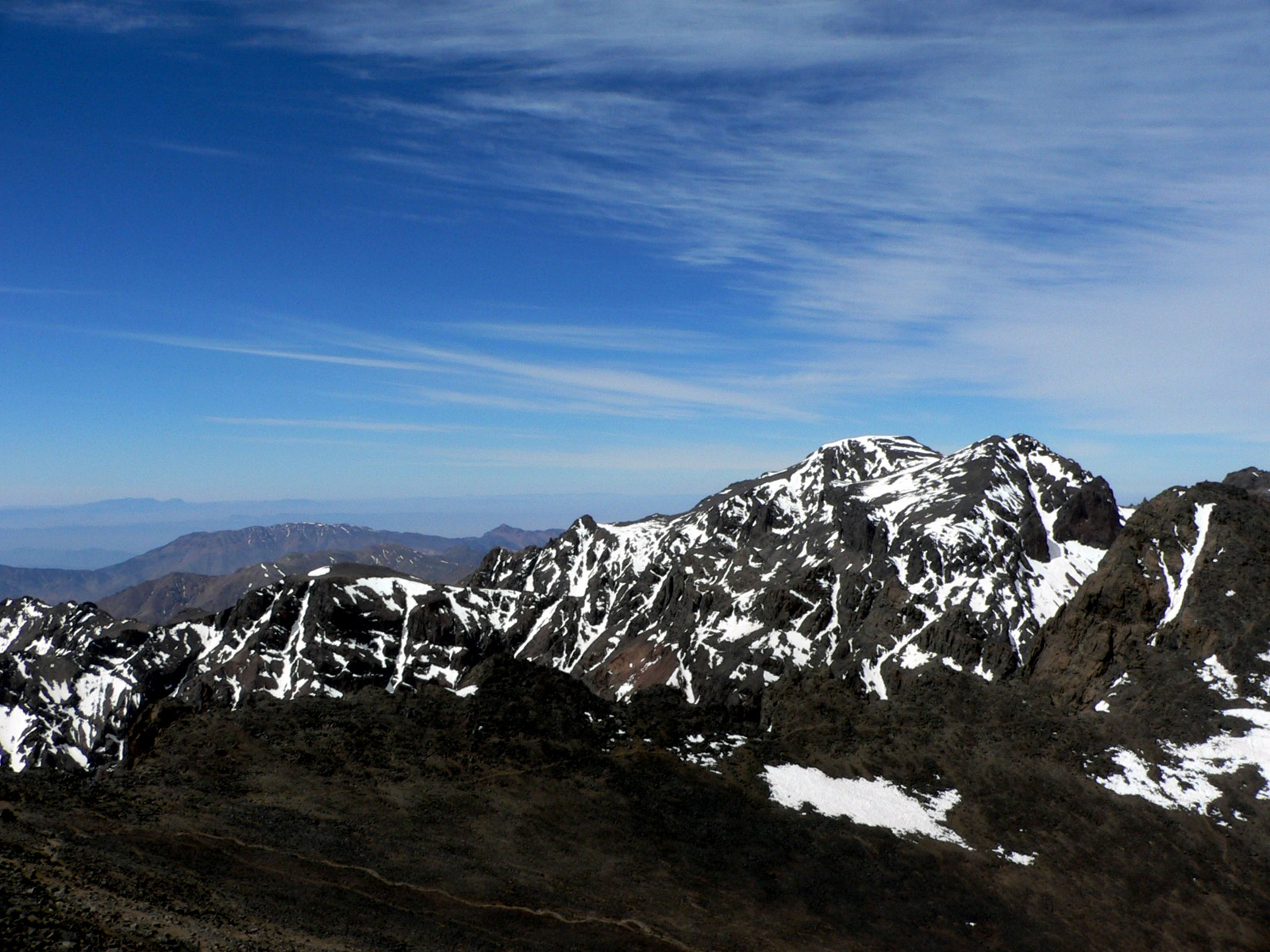
Il Djebel Toubkal.

L'Alto Atlante si stende a sud del Medio Atlante ed anzi con la sua parte nord-orientale corre pressappoco parallelamente a questo, che s'interpone perciò tra esso e le pianure costiere atlantiche. L'Alto Atlante può essere diviso, con riferimento al Tizi-n'Tichka (Tizi in berbero significa passo) alto 2270 m ed alla valle dell'Oued Rdat, in due parti nettamente diverse dal punto di vista della struttura e del rilievo.
L'Alto Atlante occidentale costituisce la parte più stretta (circa 70 km), ma più elevata della catena. Esso culmina col Djebel Toubkal (4165 m), che è la cima più alta del Marocco e dell'intera Africa settentrionale, e presenta l'aspetto di un bastione di rocce primarie (scisti metamorfici, calcari cristallini, graniti), il quale domina verso nord la pianura di Marrakesh, che raggiunge i 900 m, e verso sud la pianura del Sous.
Questa parte dell'Alto Atlante è un blocco di terreni molto antichi, sottoposti successivamente a fratture e sollevamenti, e coperti da una tenue coltre sedimentaria, che è stata solo debolmente interessata dal corrugamento alpino. Perciò la sezione assiale di questo tratto della catena ha spesso forme tozze e spianate, con altopiani che strapiombano con ripide pareti sulle valli sottostanti. Ma sopra i 3700 m il paesaggio assume caratteri vari a causa dell'impronta lasciata dalla glaciazione quaternaria.
Sotto tale aspetto, comunque, è particolarmente notevole l'intensa erosione operata dalle precipitazioni alimentate dall'oceano, le quali hanno inciso nel rilievo un gran numero di solchi vallivi, separati da creste aguzze. Questa intensa azione erosiva ha interrotto frequentemente le valli con gole selvagge, mentre ha dato origine ad ampi conoidi di deiezione in corrispondenza dello sbocco delle valli stesse nella pianura.
Ad E del Tizi-n'Tichka, l'Alto Atlante orientale vede aumentare la sua larghezza media fino a un centinaio di chilometri. Le cime raggiungono ancora altitudini considerevoli, per lo meno nel primo tratto, che comprende l'Ighil M'Goun (4071 m) e il Djebel Ayachi (3751 m). Però l'aspetto generale è diverso, cioè più monotono, nel senso che l'erosione è meno progredita a causa della maggiore aridità del clima, dovuta alla distanza dall'oceano, nonché a causa della diffusione dei terreni calcarei, i quali favoriscono la circolazione sotterranea delle acque. Cionondimeno anche nell'Alto Atlante orientale alcuni fenomeni particolari imprimono una certa varietà alla morfologia del terreno, come le doline, le conoidi di deiezione e le profonde chiuse che caratterizzano soprattutto le valli del versante meridionale.
Ancora più ad est, cioè oltre il Djebel Ayachi, l'Alto Atlante orientale si deprime e si dirama in catene divergenti. Ivi la montagna trapassa nell'arido altopiano di Dahra, prossimo al confine algerino. Molte valli incidono i fianchi dell'Alto Atlante, alcune parallele ed altre trasversali rispetto all'asse della catena. Esse rappresentano le aree di concentrazione della popolazione e le principali direttrici della circolazione. Importanti, sotto questo secondo aspetto, sono alcuni passi, come il Tizi-Machou e il Tizi-n'Test, che uniscono la pianura di Marrakesh a quella del Sous; il già citato Tizi-n'Tichka, che da Marrakesh conduce nell'alta valle del Dra e quindi nel Sahara; il Tizi-n'Talghemt, che - più a N - unisce la valle della Muluia a quella dell'Oued Ziz, ecc. Le valli che scendono verso l'Atlantico sono naturalmente più ricche d'acqua di quelle rivolte a sud, ma anche in queste ultime si possono trovare fertili plaghe irrigue come i bacini superiori del Sous e del Dra.

### L'Anti Atlante
La più meridionale delle catene montuose del Marocco è costituita dall'Anti Atlante, saldato all'Alto Atlante dal massiccio del Djebel Siroua (3304 m), che ha un'origine vulcanica. L'Anti Atlante presenta ben maggiori analogie con i rilievi sahariani che non con quelli mediterranei. Infatti questo sistema montuoso, formato da rocce antiche, pur raggiungendo i 2000 m, è caratterizzato da vasti tavolati, percorsi da deboli ondulazioni o punteggiati da qualche picco isolato.
La parte più occidentale dell'Anti Atlante, grazie alla vicinanza dell'oceano, gode ancora di un grado di umidità che permette un certo sviluppo della vegetazione e dell'insediamento umano, ma verso E l'ambiente si fa sempre più arido e desertico. Ciò si nota soprattutto ad oriente della valle trasversale del Dra, dove all'Anti Atlante propriamente detto succede quel suo prolungamento che è il Djebel Sargho, il quale prosegue fino alla regione del Tafilalet.

## Le pianure
Il Rif, il Medio Atlante e la parte occidentale dell'Alto Atlante abbracciano, come si è detto, simili ad un grande anfiteatro rivolto verso l'Atlantico, un insieme di pianure e di altopiani, che costituiscono la parte più popolata e più ricca dell'intero Marocco. In questa si possono distinguere due grandi zone: a nord, la pianura del Sebou; a sud, la cosiddetta meseta.

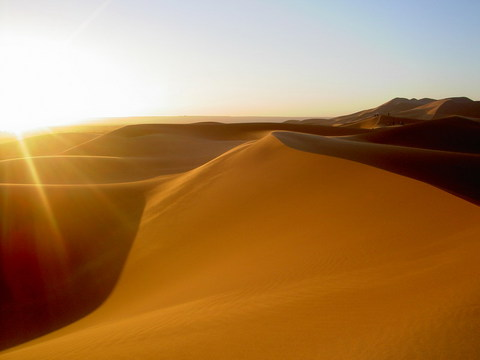
Le dune del Sahara.

Il bacino del Sebou comprende subregioni diverse dal punto di vista fisico, cioè il già citato corridoio di taza, la media valle del Sebou con le valli laterali, la pianura costiera del Gharb (in arabo = occidente), le colline che rappresentano gli estremi contrafforti meridionali del Rif, le pianure di origine lacustre di Fès e Meknès. Tutte queste plaghe, comunque, hanno in comune una economia agricola abbastanza sviluppata e una popolazione relativamente densa.
A S del fiume Regreg si stende la meseta marocchina, così chiamata dagli studiosi per le sue analogie con la meseta spagnola, vale a dire con l'altopiano che occupa l'interno della penisola iberica. La sua altitudine è però modesta perché resta compresa fra i 150–200 m della zona litoranea e i 700–900 m della zona più interna. Si tratta di un penepiano cristallino, nascosto sotto un manto sedimentario più o meno spesso e orlato verso il mare da una fascia di pianure, coperte da dune recenti.
Il tratto più settentrionale della meseta, compreso tra il Regreg e l'Oum Er-Rbia, è rappresentato dalla pianura della Chaouïa. Questa possiede una cimosa costiera, larga una ventina di chilometri (sahel), formata da terre sabbiose, ricche di fosfato di calcio. L'Outa, ossia la zona pianeggiante che si stende per una trentina di chilometri più all'interno, è costituita invece da terreni argillosi, ricchi di potassa e di azoto, e da terreni sabbiosi ricchi di fosforo. Succede quindi una zona più elevata, che comprende l'altopiano degli Ouled Abdoun, ricco di fosfati, contenuti in giacimenti sabbiosi, spessi in media 1,80 m e posti ad una quarantina di metri di profondità. Ancor più nell'interno, dove qualche elevazione del suolo supera gli 800 m, si stende l'altopiano di Tadla. Quest'ultimo, che è lievemente inclinato verso la valle dell'Oum er-Rbia, è dominato dalle montagne del Medio Atlante.
Sulla sinistra dell'Oum er-Rbia la pianura costiera rappresenta il Paese dei Doukkala. È un territorio fertile e ben coltivato, in cui alle aziende indigene si affiancano quelle moderne, organizzate dagli europei. Più addentro si stende lo Haouz di Marrakesh, che è invece una piana vasta e monotona, coltivabile appena per un terzo della sua area. Essa è interrotta solo dalla piccola catena dei Djebilet (dall'arabo = montagnole), la quale culmina a 1057 m e può essere considerata come la ramificazione più occidentale del Medio Atlante. Sia le pendici dei Djebilet che la piana dello Haouz sono dotate di numerosi impianti di irrigazione.
Altre notevoli pianure del Marocco sono quelle della bassa Muluia e del Sous. La prima si affaccia al Mediterraneo tra il Rif ed il massiccio di Beni Snassene, che confina con l'Algeria. La sua terra è fertile, ma a causa delle insufficienti precipitazioni la sua valorizzazione agraria è stata molto laboriosa. Più nell'interno, invece, ma sempre nella valle della Muluia, la pianura di Tafrata, che si stende a 600 m di altitudine, è ancora incolta e spopolata.
La valle del Sous è una depressione sinclinale, che si affaccia all'Atlantico tra l'Alto Atlante e l'Anti Atlante. Essa ha una piovosità molto scarsa, ma beneficia di abbondanti acque di superficie che scendono dall'Alto Atlante, e di acque sotterranee che provengono dall'Anti Atlante. Perciò nell'ultimo settantennio vi sono stati conseguiti grandi progressi nell'irrigazione e nelle colture.
Va ricordata infine tutta la vasta distesa del Marocco sahariano: un insieme di territori desertici, che vanno dal tratto più meridionale della costa atlantica fino al Grande Erg Occidentale (Algeria) e che comprendono, da O ad E, la valle media e inferiore dell'Oued Dra, la ḥamāda (deserto di pietra) del Dra e quella del Guir. Si tratta di altopiani, inferiori ai 1000 m di altitudine, da cui s'innalzano lembi isolati di rilievi antichi, estremamente degradati.

## Le coste
La costa mediterranea del Marocco si sviluppa per circa 470 km. Essa è alta e ricca di belle insenature arcuate. Queste però sono poco protette verso il mare e mal collegate con l'interno, di modo che si prestano scarsamente alla navigazione.

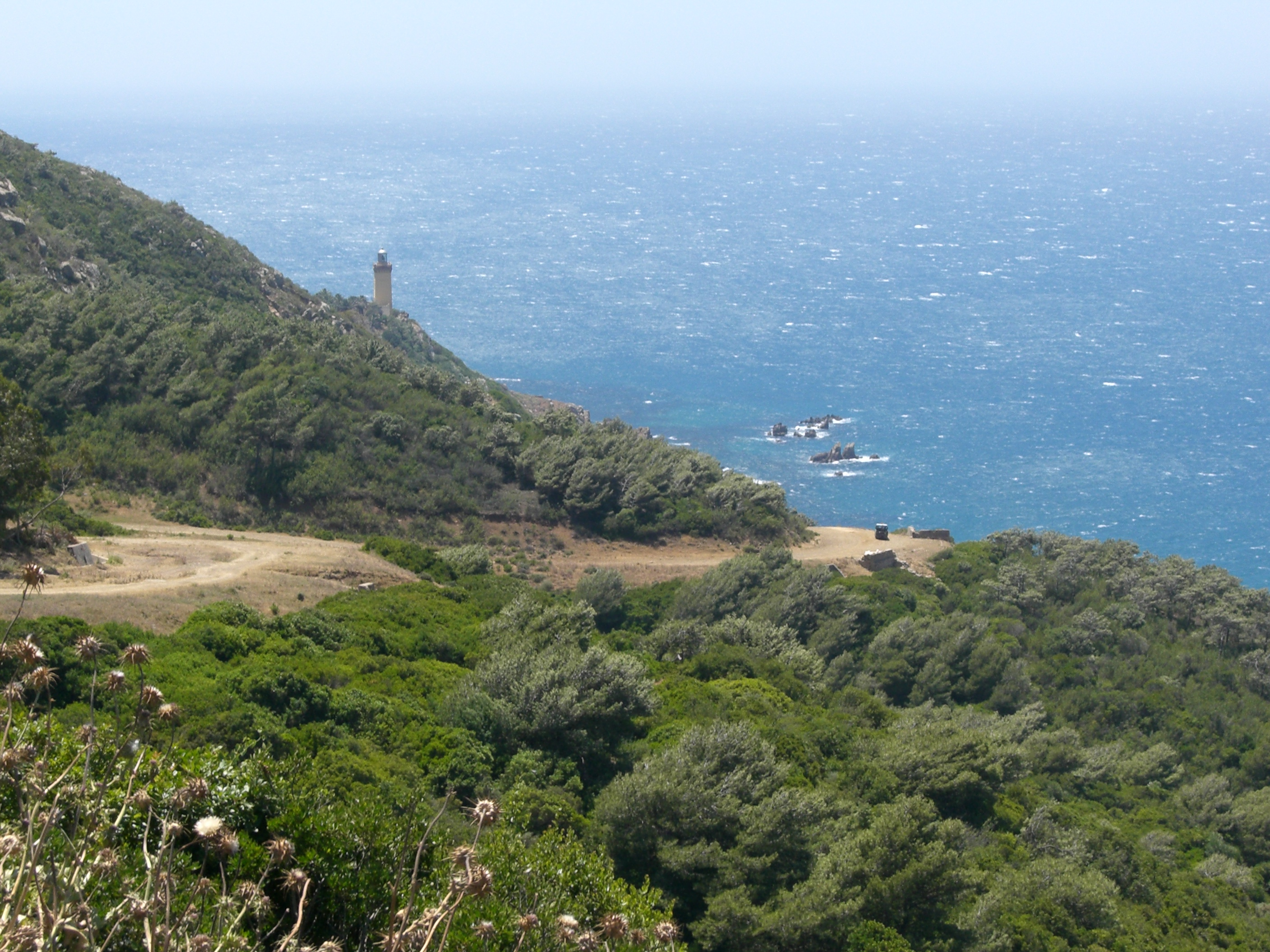
Capo Spartel.

Spicca all'imboccatura orientale dello Stretto di Gibilterra il promontorio di Ceuta (Punta de la Almina), a ovest del quale, nello Stretto, sorge la piccola isola di Peregil. Procedendo quindi verso oriente si notano il Ras Tarf (Cabo Negro), l'isolotto di Ghomara (in spagnolo Peñon de Vélez de la Gomera), il Cabo Nuevo, il piccolo arcipelago delle isole El-Houzama (Alhucemas), il Cabo Quilates, il Ras el-Ouerk (o Capo delle Tre Forche) e infine le isole Chafarinas, poste di fronte al Capo dell'Acqua ed alla foce della Muluia. Poco più in là è la foce dell'Oued Kiss, il quale segna il confine tra il Marocco e l'Algeria.
Poco a sud di Melilla, tra il Capo delle Tre Forche e il Capo dell'Acqua, si stende la Sebkha Bu Areg (in spagnolo Mar Chica = Mare Piccolo), una laguna della lunghezza di circa 25 km, separata dal Mediterraneo mediante un cordone sabbioso, nel quale si apre un'imboccatura di circa due metri di profondità.
Il litorale atlantico, che ha inizio a Capo Spartel (Cabo Espartel), misura approssimativamente un migliaio di chilometri. Da Capo Spartel (chiamato dagli antichi Ampelusium, cioè vitifero) fino al porto di El-Araiche, situato alla foce dell'Oued Loukkos, la costa si mantiene alta per proseguire quindi piatta sino alla foce dell'Oued Regreg, dove sorge Rabat. Ancora più a S la costa è caratterizzata da dune sabbiose o da ripe poco elevate, mentre ridiventa bassa fra Agadir e Tiznit.
In generale il litorale atlantico è poco articolato, monotono, povero di ripari. Risaltano in esso pochi capi: il Capo Bianco a S di Mazagan, il Capo Cantin a N di Safi, il Capo Sim a S di Mogador, il Capo Ghir a N di Agadir, il Capo Dra presso la foce del fiume omonimo, il Capo Yubi, che è il più meridionale di tutti.
Non mancano gli specchi lagunari, come quelli che si allungano fra Mazagan e Capo Cantin ed altri ancora nel retroterra di Mogador. Una caratteristica degli estuari fluviali (il cui accesso è reso difficile ai natanti dal fenomeno della barra) è data dal contrasto tra la riva destra, bassa e sabbiosa, e la riva sinistra, più alta. L'unica insenatura di notevole ampiezza che interrompe l'andamento uniforme del litorale atlantico è rappresentata, in corrispondenza della pianura del Sous, dalla rada di Agadir, ben riparata contro i venti provenienti da O e NO.

## Clima
Il Marocco si divide in quattro grandi regioni climatiche bene individuabili, anche se fra di esse non si possono tracciare netti limiti territoriali. Il Marocco settentrionale, corrispondente pressappoco al Rif, gode di un clima mediterraneo, mentre il territorio posto a sud dell'Alto Atlante è già nel dominio del clima sahariano. La parte centrale del Paese, poi, gode a occidente di un clima atlantico, mentre ad oriente - sulle montagne - il clima si fa continentale. A queste differenze regionali si aggiungono le differenze stagionali. Perciò se complessivamente il Marocco, data la sua latitudine, appartiene alla zona temperato-calda, esso, a seconda dei luoghi e delle stagioni, può apparire caldo e freddo, umido ed arido.
La temperatura è dolce e priva di forti escursioni sul litorale sia del Mediterraneo che dell'Atlantico. Su quest'ultimo, anzi, essa è mitigata dalla vicinanza della corrente fredda delle Canarie. La temperatura media annua è di 17 °C a Tangeri, Rabat e Casablanca; 20 °C a Safi, 16,7 °C a Mogador, 18,5 °C ad Agadir. Procedendo verso l'interno le escursioni termiche, sia diurne che annue, si accentuano. Fès, per esempio, a 376 m di altitudine, ha una media annua di 19 °C, con minime anche di 1 °C in febbraio e massime di 44 °C in agosto; Marrakesh, a 455 m, ha minime anche inferiori a 0 °C in gennaio e massime di 45 °C in agosto.
In realtà, durante l'estate, la temperatura s'innalza nettamente nelle regioni dell'interno e specialmente in quelle più basse e più isolate rispetto al mare. Sull'altopiano di Tadla, per esempio, le massime assolute raggiungono i 50 °C. Per quanto riguarda il regime termico dell'alta montagna, si può ricordare che sul Djebel Toubkal, al di sopra dei 3000 m, le minime invernali scendono a -15 °C ed anche a -20 °C, mentre le massime estive superano di rado i 20 °C, benché con lo scirocco possano oltrepassare notevolmente tale valore.
Per quanto concerne i venti, che nel Marocco spirano con una certa frequenza, possiamo ricordare anzitutto quelli di mare, umidi e generalmente dolci. Tra essi va notato l'aliseo di nord-est, alla cui influenza si attribuisce per esempio la particolare mitezza climatica di Mogador, la città costiera i cui due mesi più caldi (agosto e settembre) hanno entrambi la temperatura media, relativamente bassa, di 19,9 °C. Sulla costa in estate, ma in parte anche in inverno, si avverte pure l'azione della brezza di mare, che abbassa la temperatura e che si fa sentire anche alquanto nel retroterra.
Ai venti marini si contrappongono quelli continentali, aridi e più violenti, che spirano da E e da S ed ai quali gli europei danno di solito impropriamente il nome di scirocco. In realtà lo scirocco è raro, ma le sue stesse caratteristiche di vento arido e caldo sono presentate per esempio dallo chergui, che proviene dall'Algeria. Anche da S si fa sentire il soffio caldo del deserto, contro il quale l'Atlante non riesce a costituire una barriera insormontabile. Ricordiamo infine che tra i distretti più ventosi figurano lo Stretto di Gibilterra e il corridoio di Taza.
La piovosità diminuisce da N a S e da O a E. La zona più piovosa, cioè con oltre 800 mm annui di precipitazioni (e in alcuni tratti isolati anche 1000 mm), è costituita dal Rif occidentale e dal versante atlantico del Medio Atlante. Una piovosità media, compresa fra 800 a 400 mm, caratterizza la pianura della Muluia, il bacino del Sebou, la parte settentrionale della meseta, le pianure costiere da Casablanca a Safi, nonché il resto del Medio Atlante e tutto l'Alto Atlante. Nel resto del Marocco i valori restano inferiori ai 400 mm e scendono sotto i 200 mm nei territori desertici del Sud.
In vicinanza dell'Atlantico è abbondante la rugiada, che reca beneficio al manto vegetale. La neve, che cade eccezionalmente tra i 600 ed i 1000 m, si mantiene sul terreno da qualche giorno a qualche settimana tra i 1000 e i 2000 m. Sopra i 2000 m di altitudine il manto nivale persiste per due o tre mesi nel Rif, per tre o quattro nel Medio Atlante settentrionale. Nell'Alto Atlante, sopra i 2500 m, esso può durare anche fino a sei mesi, ma nei posti più riparati ed ombrosi la neve può resistere anche tutta l'estate. Per questo motivo i pascoli più elevati dell'Alto Atlante, come pure del Medio Atlante, rimangono verdeggianti anche quando, nel pieno della stagione calda, le pianure del Marocco sono inaridite.
Nel complesso l'annata meteorologica si divide in una stagione arida e calda, che va da maggio a ottobre, e in una stagione fresca e piovosa, che va da novembre ad aprile. Se si considerano, per esempio, le tre stazioni pluviometriche di Meknès (596 mm annui), Casablanca (406 mm) e Marrakesh (262 mm), si constata che per ciascuna di esse il mese più piovoso è il novembre, mentre il mese meno piovoso è rappresentato per la prima dall'agosto e per le altre due dal luglio. Tuttavia la piovosità, oltre ad essere male ripartita nel corso dell'anno, può variare notevolmente da un anno all'altro. Ciò, naturalmente, riesce molto dannoso all'economia agricola.

## Idrografia
Il sistema idrografico del Marocco ha un considerevole sviluppo grazie alle precipitazioni relativamente abbondanti, di cui godono le montagne, ed alla disposizione delle montagne stesse, la quale - unitamente all'ampiezza del territorio - consente ai fiumi di descrivere lunghi percorsi prima di raggiungere il mare. Ma dal punto di vista economico il grave difetto dei corsi d'acqua marocchini è dato dal loro regime nettamente stagionale, caratterizzato da piene coincidenti con le piogge invernali e da magre estive, che culminano nel settembre.
In realtà durante l'estate i corsi d'acqua (oued o uādī, plurale uidiān) del Marocco sono per lo più completamente asciutti, mentre durante la stagione piovosa essi presentano un rapido succedersi di piene violente, ciascuna delle quali dura pochi giorni, ma che possono ripetersi anche fino a marzo e aprile quando - come spesso avviene - gli uidiān sono alimentati non solo dalle piogge (regime pluviale), ma anche dallo scioglimento delle nevi cadute nell'inverno sulle zone più elevate (regime pluvionivale). Questo quadro idrologico accentuatamente mediterraneo è superato, per quanto riguarda l'intensità del ritmo stagionale, da quello che contraddistingue il versante sahariano, i cui alvei fluviali possono rimanere asciutti anche per qualche anno consecutivamente nei loro tronchi inferiori. Nel Marocco non esistono veri e propri fiumi regolari di pianura. Infatti anche quelli che solcano le pianure del Marocco occidentale, con letti ampi e pendenze quasi insensibili, risentono nettamente delle accennate variazioni di portata dei loro corsi superiori.
Data l'irregolarità del loro regime e la violenza delle loro piene, i corsi d'acqua marocchini esercitano un'intensa azione d'erosione e d'accumulo. Ne derivano la fittezza dei solchi vallivi, la profondità delle gole scavate dalle acque, la frequenza delle frane, l'imponenza delle conoidi di deiezione e l'abbondanza del materiale detritico, che ingombra i letti dei fiumi-torrenti. Ne deriva altresì l'intensità dell'alluvionamento operato dai corsi d'acqua in prossimità della costa, come si osserva per esempio nella pianura del Gharb, solcata dal Sebou.

### Fiumi principali
Nell'idrografia del Marocco si possono distinguere tre versanti: atlantico, mediterraneo e sahariano. Il fiume principale (Assif = il fiume dei fiumi) è l'Oum Er-Rbia, che appartiene al versante atlantico. Esso nasce nel cuore del Medio Atlante, con una cascata che precipita da una parete calcarea; si dirige dapprima parallelamente all'asse del Medio Atlante e quindi piega verso nord, solcando la meseta. Tra i suoi affluenti figura l'Oued el-Abid, al cui bacino appartengono le belle cascate di Ouzoud.

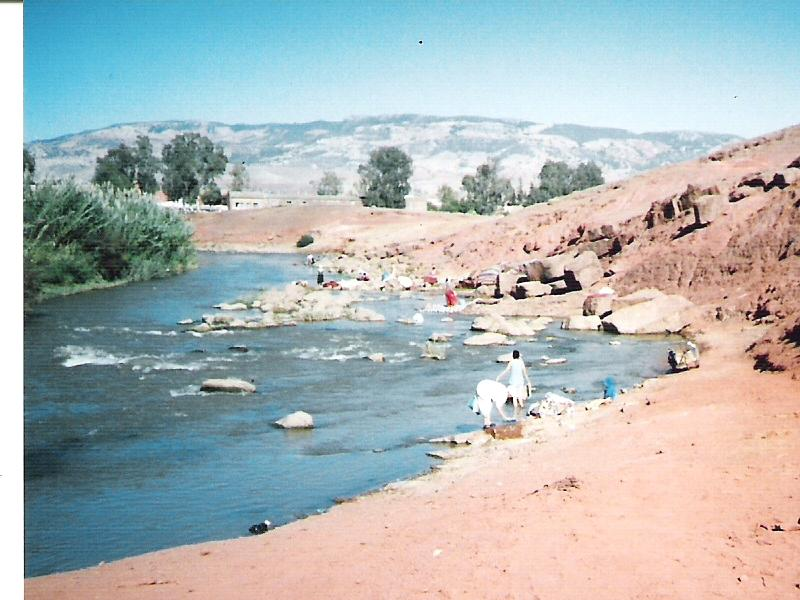
L'Oum er-Rbia

L'Oum er-Rbia, che si snoda per circa 600 km, ha una portata media di 40 m³ per secondo, la quale supera i 2000 m³ nelle piene e scende fino a 35 m³ nel periodo asciutto. Questo fiume non è mai completamente secco, ma la povertà delle sue portate minime ed il carattere torrentizio del suo regime ne impediscono la navigazione anche nel tratto di pianura. Qui, dove le sue acque assumono un colore rossastro, l'Oum er-Rbia descrive numerosi meandri dal letto incassato, finché si getta nell'Atlantico poco a N di Mazagan attraverso una foce resa importuosa dalla barra.
Un altro fiume notevole del versante atlantico è il Sebou, che nasce dal Medio Atlante col nome di Oued Guigou, 120 km a SE di Fès. Nel suo corso inferiore, caratterizzato da un letto ampio anche 300 m e da una pendenza debole, le sue portate oscillano fra i 15 ed i 2500 m³ per secondo. Il suo tratto finale, navigabile per 17 km, cioè dalla foce fino a Kenitra (Port Lyautey) rappresenta l'unica via di navigazione interna del Marocco.
Più a N scende dal Rif il Loukkos, che incide coi suoi meandri una valle larga e piatta, terminando con un estuario, sulla cui riva sinistra sorge la città di Larache.
A S del Sebou scorre invece il Bou Regreg, che scende dal Medio Atlante ed ospita nel suo estuario il porto di Rabat-Salé.
La pianura di Marrakesh è solcata dall'Oued Tensift, che sgorga dai gioghi più elevati dell'Alto Atlante, attraversa gole selvagge e sfocia tra Safi e Mogador.
A S dell'Alto Atlante scorre infine il Sous, che è alimentato - come abbiamo già ricordato - non solo dall'Alto Atlante stesso, ma anche dall'Anti Atlante. Dopo un corso torrentizio di una settantina di chilometri in mezzo alle montagne, il Sous solca le alluvioni antiche della pianura costiera, che da esso prende il nome e che modernamente, grazie allo sfruttamento della falda freatica che esso drena, si è meritata - per la sua fertilità - la denominazione di Piccolo Egitto.
Nel versante mediterraneo il fiume di gran lunga più importante è la Muluia (Oued Moulouya), il cui corso di circa 450 km ha inizio nella parte più centrale delle montagne dell'Atlante, tra il Medio e l'Alto Atlante, dove uno stretto spartiacque lo separa dal bacino dello Oued el-Abid (Oum er-Rbia). La sua foce raggiunge in primavera un'ampiezza di cento metri, mentre le portate sono comprese fra un massimo di 1000 m³ ed un minimo di 5 m³ per secondo.
Tra i fiumi del versante sahariano può essere annoverato l'Oued Dra, per quanto il suo alveo, in corrispondenza della pianura della Debaia, sbocchi sulla costa dell'Atlantico. Infatti le sue acque raggiungono l'oceano solo nelle annate più piovose e, anche in questo caso, appena per pochi giorni, di modo che solitamente lungo i 750 km del suo corso inferiore il letto è asciutto. Per questa ragione ha un significato relativo affermare che il Dra è il più lungo fiume del Marocco (circa 1000 km), dato che in effetti di vero fiume si può parlare solo per la parte alta del corso, ossia per quella che, formandosi alla congiunzione dei due bracci Idermi e Dadès, scende dall'Alto Atlante verso SE fino a Mḥammid. Ivi, descrivendo un gomito molto accentuato, il Dra piega verso SO, iniziando il suo corso sahariano.
Dall'Alto Atlante scendono verso S anche altri fiumi, che si perdono nel deserto e fanno quindi parte della regione endoreica dell'interno dell'Africa. Fra essi ricordiamo il Gheris e lo Ziz, che irrorano il territorio del Tafilafet, e il Guir, che raggiunge presso Igli la Zousfana proveniente dal Sud algerino.

### Laghi, lagune e sorgenti
Nel Marocco i laghi sono poco numerosi e di piccole dimensioni, a causa dell'intensità dell'evaporazione e dell'alluvionamento.
Pochi chilometri a sud della città di Melilla, nel nord est del Marocco, si trova la laguna di Sabkha bou Areq dove si affaccia il porto della città di Nador. Lungo il corso della Muluia si trovano due laghi, il lago di Mohammed V e poco più a settentrione il lago di Meschra Ammadi.
Nel cuore del Medio Atlante si stende l'«altopiano dei laghi», che deve il suo nome a numerosi e profondi laghi vulcanici (aguelman), che si riempiono d'acqua durante l'inverno per restare spesso asciutti nell'estate. Il maggiore fra essi è quello di Sidi Ali, molto profondo, situato a 2000 m di altitudine. Anche nelle doline che crivellano i terreni calcarei dell'Atlante, si formano piccoli laghi temporanei. La falda acquifera sotterranea è ricca ed affiora in molti luoghi, sia spontaneamente che per l'intervento dell'uomo.
Ai piedi del versante occidentale del Medio e dell'Alto Atlante la frequenza delle sorgenti dona alla già citata regione del Dir un aspetto particolarmente verdeggiante. Nel Sud le acque sotterranee rendono possibile l'esistenza delle oasi, abitate da genti sedentarie, e punteggiano le piste con i pozzi ben noti ai nomadi.
Nella meseta, a metà strada tra Safi e Marrakesh, si trova il lago Zima, la cui estensione varia secondo le stagioni, ma non scende mai sotto i 500 ha (km 4 × 1,3). Le sue acque, ricche di sale, sono molto sfruttate per l'estrazione del medesimo. Presso il Djebel Toubkal, nell'Alto Atlante, giace a 2315 m di altitudine il lago d'Ifni.
Nel complesso le risorse idriche del Paese presentano una grande varietà di aspetti, ma in sostanza (pur essendo considerevoli) non sono certo abbondanti. Perciò, data anche la stagionalità delle precipitazioni, l'acqua rappresenta per il Marocco un problema fondamentale, che condiziona l'intero sviluppo del settore agricolo del Paese.

## La flora
Per i caratteri della sua vegetazione spontanea, che conta circa 4000 specie, il Marocco appartiene alla regione botanica mediterranea. In seno a questa, però, esso presenta una fisionomia particolare grazie ad alcune piante, che mancano più ad oriente e che compaiono invece nella penisola iberica, alla quale il Marocco era unito territorialmente in remoti tempi geologici. Fra queste piante troviamo la tuia, che è una conifera; il ginepro turifero; vari cisti e timi.
Un altro motivo caratteristico è rappresentato da alcune piccole aree con piante di clima fresco, risalenti al Terziario e divenute endemiche grazie all'altitudine od alla piovosità litoranea. Fra esse risalta il cedro, che alligna nelle zone più elevate del Rif e del Medio Atlante.
Nel Marocco meridionale appaiono specie sahariane o tropicali, estranee alla regione mediterranea, come per esempio varie acacie. Nella parte sud-occidentale del Paese, a mezzogiorno di Safi, s'incontrano in particolare varie specie comuni alle isole Canarie e a Madera, che nel Terziario superiore erano unite al massiccio ibero-marocchino. Tra queste specie risalta l'argania, un albero dalle cui mandorle si estrae l'olio.

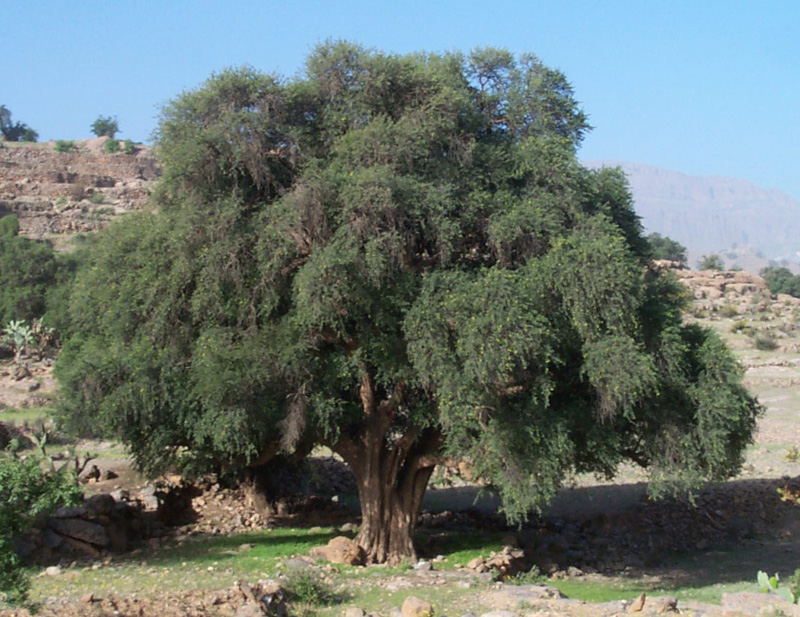
Esemplare di argania.

Va ricordato infine l'apporto di alcune specie nordiche, le quali sarebbero state più numerose se, alla vigilia della glaciazione quaternaria, il Marocco non fosse stato separato dalla penisola iberica. Queste specie (a proposito delle quali possiamo ricordare l'ontano tra gli alberi e la belladonna tra le piante erbacee) crescono nelle regioni più umide del litorale mediterraneo.
Il paesaggio vegetale naturale è stato profondamente modificato dall'uomo, che ha reso la steppa più povera di quanto essa lo sarebbe spontaneamente e che ha grandemente ridotto l'estensione del bosco col pascolo del bestiame, con la messa a coltura di sempre nuove terre ed a causa del bisogno di legname.
Un parziale compenso a quest'opera di impoverimento è venuto dall'introduzione, relativamente recente, di alcune nuove specie, come l'opunzia (ficodindia), originaria dell'America centrale e diffusa con ogni probabilità dai musulmani profughi dalla Spagna nel Seicento e agli inizi del Settecento, e gli eucalipti, di origine australiana, piantati dai Francesi, che ne hanno creato vere e proprie foreste. Nella parte più meridionale del territorio, ai margini del deserto, merita pure citare la diffusione data alla coltura delle palme da dattero.
Nell'insieme il paesaggio vegetale del Marocco offre una grande varietà di aspetti. Sul litorale compreso fra il Sebou e l'Oum er-Rbia, come pure sulle montagne che ricevono più di 600 mm di precipitazioni, allignano le foreste di sugheri e lecci. Nell'interno e nei luoghi meno piovosi dominano invece le conifere, tra le quali compaiono - oltre alla tuia ed al ginepro - il pino d'Aleppo e il cipresso, che sono però meno frequenti. Nelle zone più alte crescono, come si è già ricordato, i cedri, che formano nel Medio Atlante belle foreste come quelle delle valli del Tigrigra e del Guigou. Più in alto ancora s'incontrano piante aromatiche come quelle delle Alpi (lavanda, menta).
Su entrambi i versanti dell'Atlante e sul versante mediterraneo del Rif si stendono anche foreste più o meno degradate, le quali trapassano verso il basso nella macchia, nella quale dominano l'olivastro, il mirto, l'erica, la ginestra, ecc. Nei terreni meno adatti alla vegetazione arborescente prevalgono le piante bulbose (tra cui l'asfodelo), le graminacee, la palma nana e il giuggiolo. Quest'ultimo caratterizza specialmente la macchia arbustacea, che corrisponde alla meseta.
Più a S, cioè verso Mogador e nella pianura costiera del Sebou, la vegetazione originaria è rappresentata da una steppa, punteggiata dalle già citate arganie. Un altro tipo di steppa è contraddistinto dal predominio dell'alfa, diffusa nell'interno del Marocco orientale, a cominciare dall'alta valle della Muluia. Dalla steppa d'alfa si passa, con l'accentuarsi dell'aridità, nell'ambiente desertico del Sahara settentrionale, dotato di una vegetazione ancora più magra e dispersa. Ivi, come abbiamo già ricordato, è intensamente coltivata nelle oasi la palma dattilifera.

## La fauna
La fauna è complessivamente analoga a quella delle coste settentrionali del Mediterraneo, ma possiede in più qualche specie che in Europa è scomparsa. Infatti se il leone, di cui gli antichi testimoniarono l'esistenza sulle montagne dell'Atlante, è ormai da tempo estinto, rimangono i leopardi, per quanto molto rari, gli sciacalli, le scimmie, le gazzelle. I serpenti e le lucertole raggiungono notevoli dimensioni. Tra i volatili, piuttosto numerosi, sono caratteristici la cicogna e l'ibis bianco.